# دونالد مايكل طوماس
دونالد مايكل طوماس (بالإنجليزية: Donald Michael Thomas) هو مترجم وكاتب وشاعر بريطاني، ولد في 27 يناير 1935 في كرنكي ردروث في المملكة المتحدة.
من رواياته «الفندق الأبيض» االصادرة عام 1981.

## وصلات خارجية
- الموقع الرسمي
- دونالد مايكل طوماس على موقع IMDb (الإنجليزية)
- دونالد مايكل طوماس على موقع الموسوعة البريطانية (الإنجليزية)